# Norfolcioconch
Norfolcioconch é um género de gastrópode  da família Charopidae.
Este género contém as seguintes espécies:
- Norfolcioconch iota
- Norfolcioconch norfolkensis